# Frømand
En frømand er en person, der er uddannet i dykning og undervandssvømning i en militær kapacitet, som kan omfatte kamp. Mange nationer og nogle uregelmæssige væbnede grupper har en historie med  frømænd. En frømand anvender et lukket system, hvilket betyder, at luften, der udåndes, tilføres (ren ilt) fra en trykcylinder, mens den renses for kuldioxid ved passage af en beholder med forskellige hydroksider (calciumhydroxid, natriumhydroxid og kaliumhydroxid) og genanvendes derefter. Det betyder, at ingen bobler stiger til overfladen, der kan afsløre en frømands position.